# Ophioleuce gracilis
Ophioleuce gracilis is een slangster uit de familie Ophiuridae.
De wetenschappelijke naam van de soort werd in 1976 gepubliceerd door G.M. Belyaev & N.M. Litvinova.